# Élections sénatoriales de 1980 à Wallis-et-Futuna
L'élection sénatoriale de 1980 à Wallis-et-Futuna a lieu le 28 septembre 1980. Elle a pour but d'élire le sénateur représentant le territoire de Wallis-et-Futuna pour un mandat de neuf années. Soséfo Makapé Papilio (RPR) est réélu contre l'UDF Kamaliele Katoa.

## Contexte local
Soséfo Makapé Papilio (RPR) est élu sénateur de Wallis-et-Futuna lors de l'élection sénatoriale de 1971.  

## Mode de scrutin
L’unique sénateur de Wallis-et-Futuna est élu pour un mandat de neuf ans au scrutin majoritaire à deux tours par les 21 grands électeurs du territoire.

## Candidats
| Candidats | Candidats             | Parti | Principale fonction |
| --------- | --------------------- | ----- | ------------------- |
|           | Kamaliele Katoa       | UDF   |                     |
|           | Soséfo Makapé Papilio | RPR   | Sénateur sortant    |

## Résultats
|                | Soséfo Makapé Papilio | RPR            | 12 | 57,14  |  |  |
|                | Kamaliele Katoa       | UDF            | 9  | 42,86  |  |  |
|                |                       |                |    |        |  |  |
| Inscrits       | Inscrits              | Inscrits       | 21 | 100,00 |  |  |
| Abstentions    | Abstentions           | Abstentions    | 0  | 0,00   |  |  |
| Votants        | Votants               | Votants        | 21 | 100,00 |  |  |
| Blancs ou nuls | Blancs ou nuls        | Blancs ou nuls | 0  | 0,00   |  |  |
| Exprimés       | Exprimés              | Exprimés       | 21 | 100,00 |  |  |